# Angelca Hlebce
Angelca Hlebce (ur. 7 maja 1922 w Stražišču, zm. 18 października 2005 w Lublanie) – słoweńska aktorka teatralna i filmowa. 

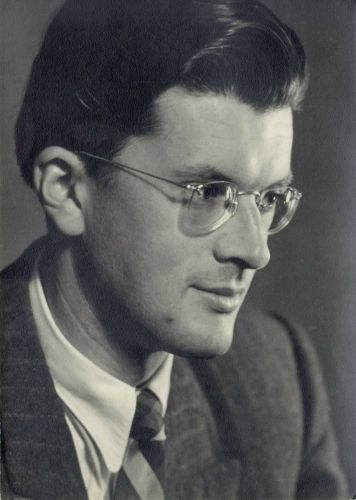
Herbert Grün, mąż Angelcy Hlebcowej, 1952

## Biografia
Angelca Hlebce urodziła się 7 maja 1922 r. w Stražišču (obecnie część miasta Kranj). Jej ojciec i brat byli aktorami. W czasie II wojny światowej zaangażowała się w walkę narodowo wyzwoleńczą, została aresztowana przez Gestapo. Przeprowadziła się do Belgradu i poślubiła Dušana Majcena, oficera, który po wojnie popadł w niełaskę władz i został uwięziony na wyspie Goli otok, skąd uciekł do Związku Radzieckiego. Po rozwodzie wróciła do Kranj.
Karierę aktorską rozpoczęła w Prešernovo gledališče Kranj, w 1951 r. została zawodową aktorką. Wyszła za mąż za Herberta Grüna, słoweńskiego dramaturga, z którym w 1956 r. przeprowadziła się do Celje i podjęła pracę w Słoweńskim Teatrze Ludowym. Po śmierci męża w 1961 r. przeprowadziła się do Lublany, gdzie została członkinią Slovensko narodno gledališče Drama Ljubljana. Hlebce zapisała się w historii słoweńskiego teatru i filmu przede wszystkim rolami charakterystycznych kobiet. 

## Nagrody i wyróżnienia
- 1952/53: Okrajna nagrada mesta Kranj[1]
- 1975: Złota Arena za rolę matki Any w filmie Strah na Pula Film Festival[1]
- 1975: Wyróżnienie za rolę matki Any w filmie Strah na festiwalu Filmski Susreti Niš[1]
- 1978: Wyróżnienie za rolę matki w filmie Praznovanje pomladi na festiwalu Filmski Susreti Niš[1]
- 1986: Nagrada ZDUS za rolę Ženske z lutko w dramacie Drago Jančara Wielki brylantowy walc (słow. Veliki briljantni valček)[1]

## Filmografia
- 1958: Kala
- 1960: X-25 javlja
- 1960: Veselica
- 1961: Balada o trobenti in oblaku
- 1961: Nočni izlet
- 1962: Tistega lepega dne
- 1965: Lucija
- 1965: Lažnivka
- 1968: Sončni krik
- 1970: Rdeče klasje
- 1971: Na klancu
- 1973: Cvetje v jeseni
- 1973: Ljubezen na odoru
- 1974: Strah
- 1975: Čudoviti prah
- 1975: Med strahom in dolžnostjo
- 1978: Praznovanje pomladi
- 1979: Draga moja Iza
- 1982: Deseti brat
- 1982: Razseljena oseba
- 1983: Dih
- 1984: Ljubezen
- 1985: Butnskala
- 1991: Ljubezen po kranjsko
- 1995: Carmen